# Villa de Mayo

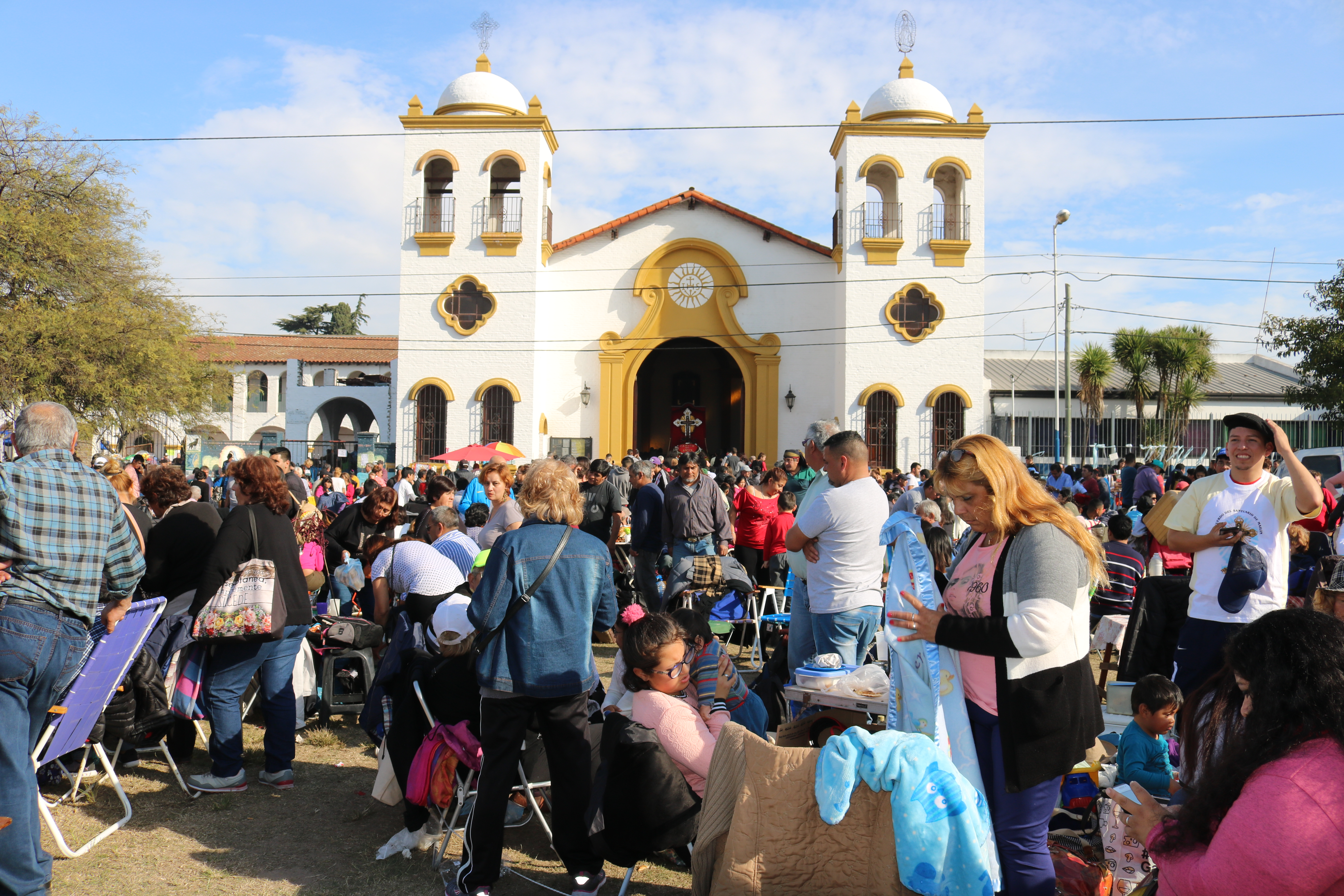
Parroquia Nuestra Señora de Guadalupe Villa de Mayo

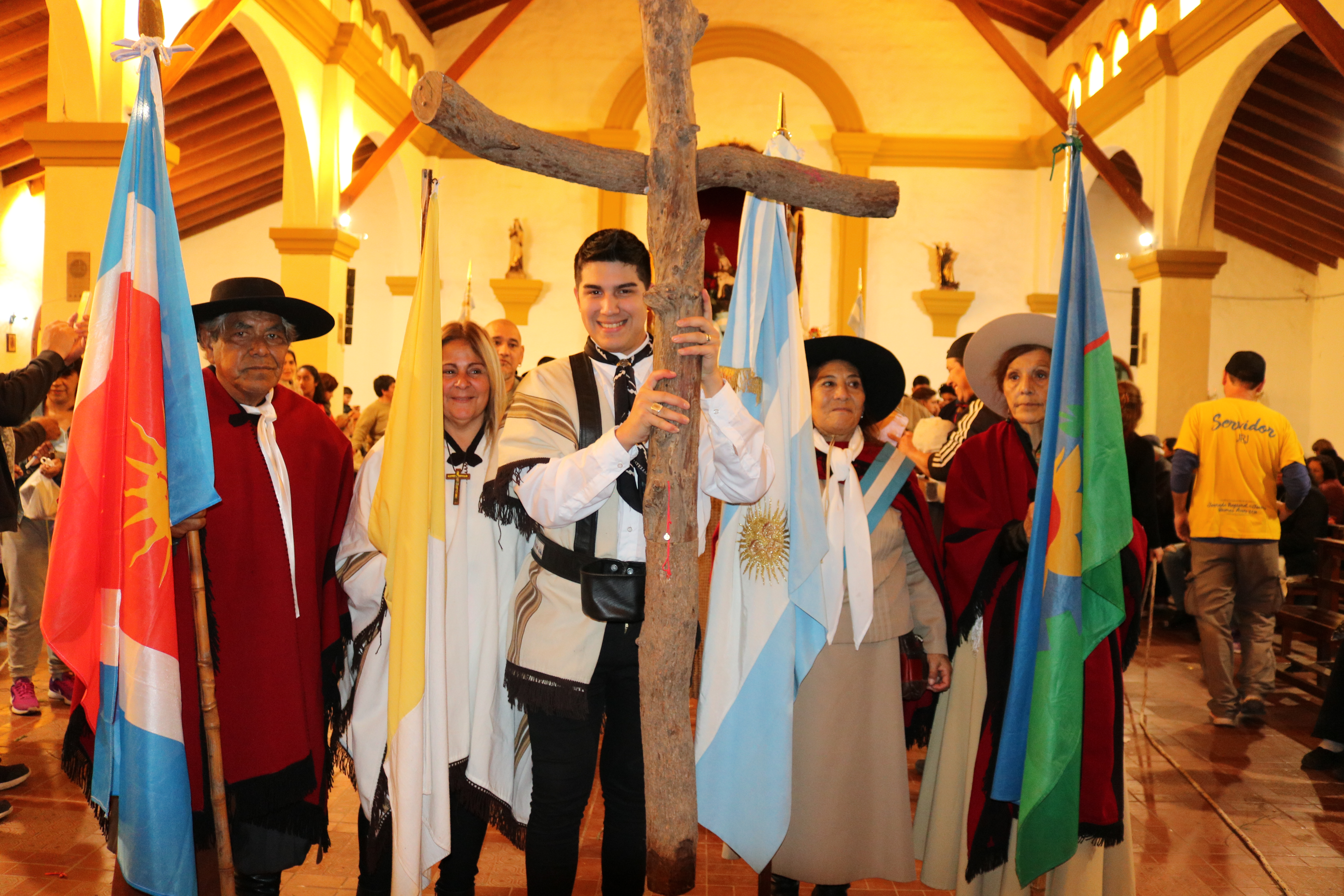
Parroquia Ntra. Señora de Guadalupe-

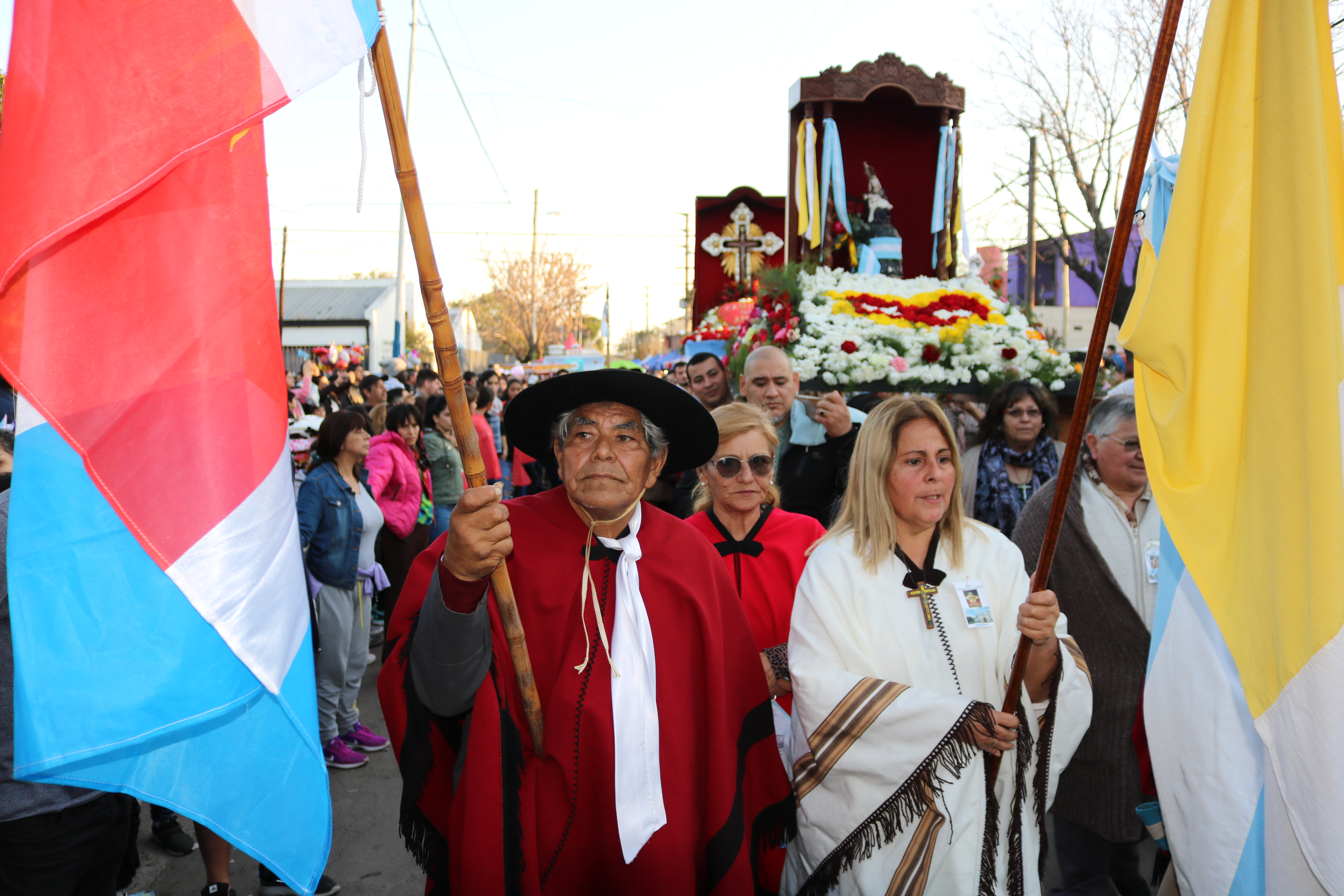
Peregrinación y Misa.Parroquia Nuestra Señora de Guadalupe (Rawson y San Pedro, Villa de Mayo)

Villa de Mayo es una localidad del partido de Malvinas Argentinas, provincia de Buenos Aires, Argentina, en el centro-norte del Gran Buenos Aires, a 38 km de la ciudad de Buenos Aires. Por Ley Provincial 15209, el 9 de diciembre de 2020 fue declarada ciudad.

## Población
Cuenta con 43,405 habitantes (Indec, 2001), siendo la 3° localidad más poblada del partido.

## Parroquias de la Iglesia católica en Villa de Mayo
| Diócesis  | San Miguel en Argentina     |
| --------- | --------------------------- |
| Parroquia | Nuestra Señora de Guadalupe |

## Nuestro Señor de los Milagros de Mailín en Villa de Mayo (1976-2020)
La fiesta de Nuestro Señor del Mailín tiene su origen en el monte santiagueño y se celebra todos los años en coincidencia con la Fiesta de la Ascensión del Señor. En los lugares donde se radica, la fiesta suele tener una gran visibilidad. El domingo 24 de mayo es la celebración de la tradicional Fiesta del Señor de los Milagros de Mailín en Villa de Mayo (44 años, 45 fiestas), al mismo tiempo que en Mailín (Santiago del Estero) y en muchos lugares del Gran Buenos Aires, como de otras provincias argentinas. En algunos países de América Latina y muy particularmente en Cuba.
La “Fiesta Mayor” o “Fiesta Grande” se celebra en el día de la Ascensión del Señor, el domingo anterior a Pentecostés y por eso es movible. El mismo día de Pentecostés se realiza otra fiesta tradicional con Misa en la plaza y procesión con la imagen, para los pobladores que en la Fiesta Grande se desempeñan vendiendo alimentos y otros productos, como su única fuente de ingresos. La “Fiesta Chica” se celebra el domingo más cercano al 14 de septiembre, que es la Fiesta Litúrgica de la Exaltación de la Santísima Cruz. La Novena escrita por María Eladia Ortiz Herrera de Fontanarrosa, será acompañada de un temario que en el año 2020 se denomina: Señor de Mailín, Palabra de vida de tu Pueblo.

## Medios de Comunicación locales
Hay muchos medios de información que cubren el distrito y sus barrios, entre ellos, Infobán: www.infoban.com.ar y Para Todos: www.periodicoparatodos.com.ar.